# Richard Straube
Richard Straube (* 15. April 1927 in Stettin; † 13. April 2018) war ein deutscher Seelsorger, Autor christlicher Bücher und von Fachliteratur, Programmsprecher im Evangeliums-Rundfunk sowie Sprecher zahlreicher Hörspiele.

## Leben und Wirken
Straube wuchs mit drei Geschwistern in Stettin auf. Noch vor Abschluss des Abiturs wurde er zum Militäreinsatz an die Ostfront einberufen, wo er verwundet wurde und nach etlichen Lazarett-Aufenthalten nach Oldenburg verlegt wurde. Nach Kriegsende absolvierte er eine Ausbildung zum Lehrer und wurde danach in Mecklenburg eingesetzt. 1948 wechselte er als Sprecher und Regisseur für Hörspiele zum Berliner Rundfunk, wo er seine zukünftige Frau, eine Toningenieurin, kennen lernte. 1951 setzte sich das Ehepaar nach Westdeutschland ab. Hier schlossen sie sich einer Landeskirchlichen Gemeinschaft an und erlebten hier 1956 eine Hinwendung zum christlichen Glauben. Ab 1961 arbeiteten beide beim Evangeliums-Rundfunk. Zehn Jahre lang arbeitete Straube hier als Redakteur und Regisseur, engagierte sich nebenberuflich jedoch bereits mit seiner Frau für sozial benachteiligte Kinder und Jugendliche. Nachdem Straube aufgrund eines erlittenen Herzinfarkts im Alter von 42 Jahren die Arbeit beim Rundfunk beenden musste, gründete das Ehepaar 1970 die Seelsorgeeinrichtung Help Center als Anlaufstelle für junge Menschen mit Suchtproblemen und psychischen Störungen, um diesen in familienähnlicher Atmosphäre Hilfestellung mit christlichem Hintergrund anzubieten. Bis 1992 leitete das Paar die Arbeit, die heute an unterschiedlichen Standorten Menschen mit Drogenabhängigkeit, Medikamentenabusus und Alkoholproblemen sowie ungewollt schwangere Frauen betreut. Straube blieb aber bis 2005 Vorstandsvorsitzender der Arbeit.
Straube wirkte als Sprecher bei zahlreichen Hörspielen und Kinderkonzepten von Margret Birkenfeld und Peter van Woerden mit, verfasste – teils gemeinsam mit seiner Frau – eigene Hörspiele und Bücher und veröffentlichte eine Single als Liedermacher.
Richard Straube war von 1950 bis zu seinem Tod mit seiner 2019 verstorbenen Frau Brigitte verheiratet. Das Paar wohnte in Biedenkopf.

## Ehrungen
- 2003 wurde dem Paar das Bundesverdienstkreuz verliehen
- 2003 der August-Hermann-Francke-Preis der Ulrich-Weyel-Stiftung (Gießen)

## Veröffentlichungen
- Wunder in der Wüste. Ein biblischer Bericht mit Hörszenen (Hörspiel von Brigitte und Richard Straube), Gerth Medien, Aßlar 1969; MC-Veröffentlichung 1991.
- mit Brigitte Straube: Was für ein HERR! Erlebnisse und Erfahrungen mit dem lebendigen Gott, Johannis-Verlag, Lahr 2010; (Neuauflage in gekürzter Form) Christliche Verlagsgesellschaft, Dillenburg 2020, ISBN 978-3-86353-706-7.

### Monografien
- Das Weizenkorn. Ein Gespräch für Erntedankfest-Feiern. Born-Verlag, Kassel 1959.
- Viele Tage hat das Jahr. 365 Andachten für Kinder. R. Brockhaus Verlag, Wuppertal 1975.
- Mit dem Herzen fing es an. Entstehungsgeschichte des help center Herbstein. Gerth Medien, Aßlar 1977.
- ... und wenn’s nur einer wär. Gerth Medien, Aßlar 1978, ISBN 978-3-87739-611-7.
- Aids. Eine Herausforderung für Christen.Gerth Medien, Aßlar 1987, ISBN 978-3-87739664-3.
- Die Wahrheit wird euch freimachen. Okkulte Belastung und Seelsorge. R. Brockhaus Verlag, Wuppertal 1997, ISBN 978-3-417-20544-2.
- Hilfen für okkult Belastete. Leuchtturm-Verlag, Herborn 2010, ISBN 978-3-9808634-2-1.

### Diskografie
als Liedermacher
- Ist jeder Christ ein Christ? (Songs der Frohen Botschaft, 1969, Single)

als Sprecher
- Fischen verboten!. (Gerth Medien, 1977)
- Vater Martin. (Gerth Medien, 1968, Single)
- Josua. (Gerth Medien, Single)
- Elia. (Gerth Medien, Single)
- David: Psalmsänger, Flüchtling, Bandenführer. (Gerth Medien)
- Samuel, der kleine Knecht Gottes. (Gerth Medien, 1973, Single)
- Petrus. Biblische Geschichten als Erzählung und Hörszenen. (Gerth Medien, 1974, Single)
- Onkel Peters Kinderstunde: Abraham. (Gerth Medien, 1968)
- Johannes der Täufer (Gerth Medien, 1974, Single)
- Jesus, hilf siegen. Revolution in der Siegerlandhalle: Live-Reportage; Drei offene Abende in Ausschnitten. (Kawohl-Verlag)